# João Baptista Ribeiro

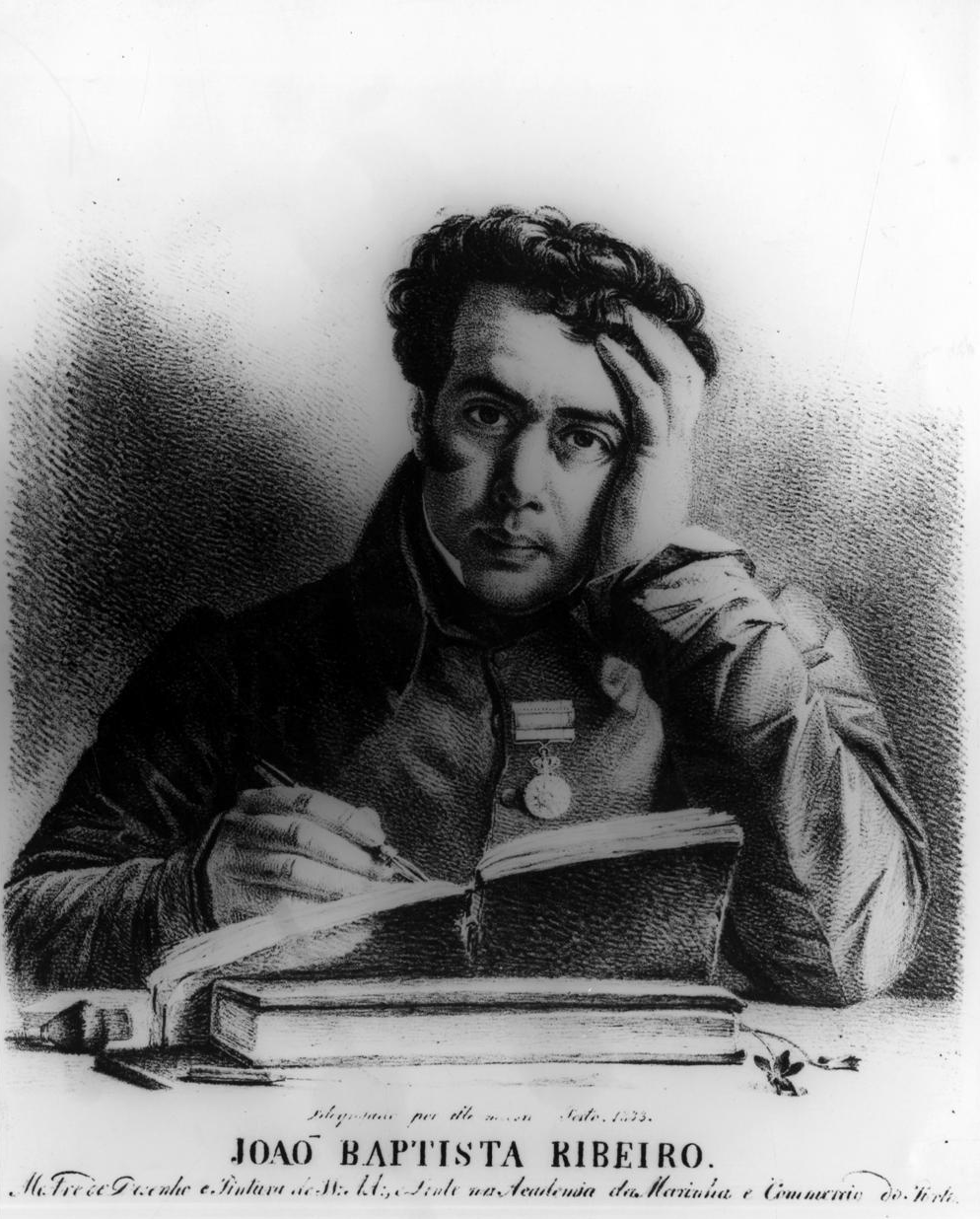
Autorretrato de João Baptista Ribeiro, Archivo Municipal de Oporto (1833).

João Baptista Ribeiro (Arroios, Vila Real, 5 de abril de 1790-Santo Ildefonso, Oporto, 24 de julio de 1868) fue pintor, dibujante, grabador, Lente de dibujo y director de la Academia Politécnica de Oporto . También se dedicó a la litografía y, posteriormente, también experimentó con el daguerrotipo, primera forma de reproducción de la imagen fotográfica.

## Biografía

### Primeros años
João Baptista Ribeiro nació en Arroios, junto al Puente de Santa Margarida, en Vila Real, el 5 de abril de 1790, siendo hijo de António José Ribeiro, natural de Sabroso de Aguiar y de Isabel Maria, natural de Andrães. Aprendió las primeras letras en el Convento de San Francisco, el cual está poco distante del Barrio de los Herreros, donde habitaba.
Su vocación artística pronto se hizo evidente, revelando un apetito natural por el dibujo. En los muros de su aldea realizó dibujos al carboncillo, que llamaron la atención tanto del arzobispo de Braga, Frei Caetano Brandão, como de Morgado de Mateus, personajes ilustres comprometidos, pero sin éxito, en brindarle la educación más adecuada, como único el 21 de marzo de 1802, fue confiado al cuidado del Dr. Frei Jacinto de Sousa.
En ese momento, su afectuosa familia pasó a ser la de D. Albina Emília, la señora que lo atendió, manteniendo correspondencia regular con su hermano, Luís José Ribeiro, Barão de Palma, y sus sobrinos, Luís, Sebastião y Maria da Glória, residentes. en Lisboa.

### Formación académica
Comenzó su educación académica en Oporto. El 20 de mayo de 1803 se matriculó en la Clase de Dibujo y Dibujo de la Compañía General de Agricultura de Viñedos del Alto Douro, la institución más destacada de la ciudad, siendo alumno de Domingos Vieira, profesor suplente en la Clase de Dibujo, y de su hijo Francisco. Vieira, el Portuense, dueño de la cátedra.
Entre 1803 y 1810, fue alumno de José Teixeira Barreto y de Raimundo Joaquim de la Costa, en la Clase de Dibujo de la Academia Real de Marina y Comercio del Puerto. Vieira Portuense, aunque el nombre, poco le enseñaría, pues falleció en 1805. Por el contrario, aprovechó mucho con Domingos Sequeira, a quien tuvo como profesor en la misma Clase de Dibujo a partir de 1806 y que lo acompañó hasta al final del curso, declarándolo su discípulo favorito.
Las primeras obras de su autoría que se relatan son las decoraciones ("paneles de cola") que realizó, en 1808, con motivo de las fiestas de acción de gracias a la Restauración de Portugal, celebradas en la Iglesia Parroquial de Vila Nova de Gaia, según afirmó en la " Descripción Topográfica de Villa Nova de Gaia ", de João Monteiro Azevedo. y dos acuarelas, destinadas a la Real Companhia Velha (1810), que representan la destrucción del Cachão da Valeira del río Duero, en São João da Pesqueira .

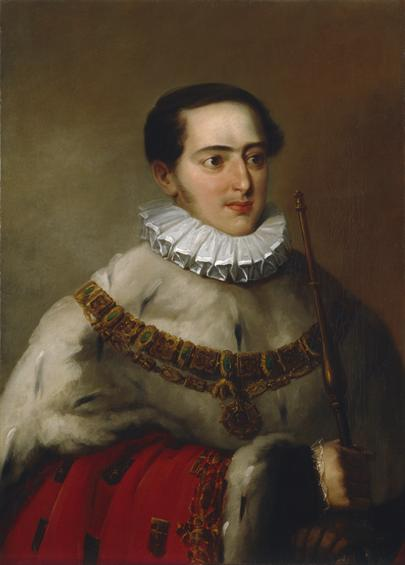
Pintura a óleo de D. Miguel I, por João Baptista Ribeiro (1828).

### Vida laboral
Tras completar su formación artística, a los 21 años, fue nombrado suplente de la Clase de Dibujo de la Real Academia de la Marina y el Comercio (1811-1813), en sustitución de Raimundo Joaquim da Costa quien, a la muerte de José Teixeira Barreto, había ascendido Profesor Universitario.
Entre 1836 y 1837 fue nombrado director de las tres academias de educación superior de Oporto. Inició su carrera en la Real Academia de la Marina y el Comercio, luego, por un corto período de tiempo, en la Academia de Bellas Artes de Oporto, instalándose en la Academia Politécnica de Oporto, donde permaneció hasta su jubilación en 1853, aunque continuó Enseñó la asignatura de Dibujo casi hasta el final de su vida, en1866.

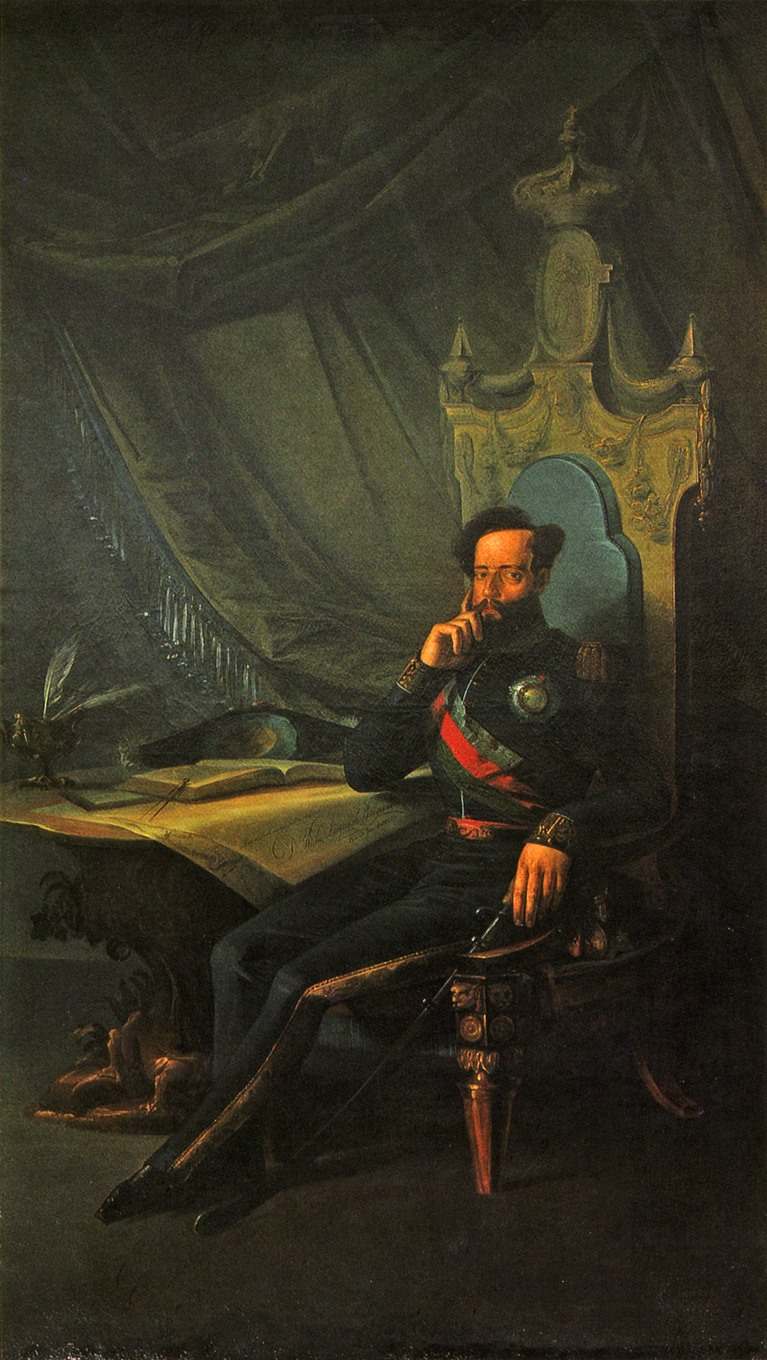
Pintura a óleo de D. Pedro IV, por João Baptista Ribeiro (1833).

Durante el Sitio de Oporto, este " Miguelista por convivencia y liberal por convicción", fue convocado en varias ocasiones al Paço, por D. Pedro IV, para pintar su retrato o para ser escuchado sobre las orientaciones que se darían a un futuro museo, cuya organización se le había confiado. Del monarca, que frecuentaba su casa, recibió una prensa litográfica y obtuvo una dispensa del servicio militar. Con su arte representó el Desembarco de Mindelo, las baterías de Covelo, Monte Pedral y Congregados.
Como agente cultural en la ciudad, jugó un papel importante. Organizó academias, museos, asociaciones y coordinó la recogida y reorganización de los bienes de conventos abandonados y casas confiscadas a rebeldes absolutistas.
Esta misión había sido ordenada por el rey. Fue con esta colección, conservada en la Academia, con la que se creó el primer museo público portugués: el Museo de Pinturas y Grabados, que luego se transformaría en el Museo Nacional de Soares dos Reis. Por decreto de D. María II, de 1836, fue nombrado director del Museo. Sale del museo de Oporto en 1839, ya instalado en el Convento de Santo António da Cidade, donde ocupó una galería y una gran sala. Se abrió al público en 1840, bajo la protección de la Academia de Bellas Artes de Porto. Apreciado pintor de la corte y Maestro de Dibujo y Pintura de las Senhoras Infantas, realizará un conjunto de retratos de la Familia Real, de los que son interesantes documentos los dibujos preparatorios para la colección del Museu Nacional de Soares dos Reis.

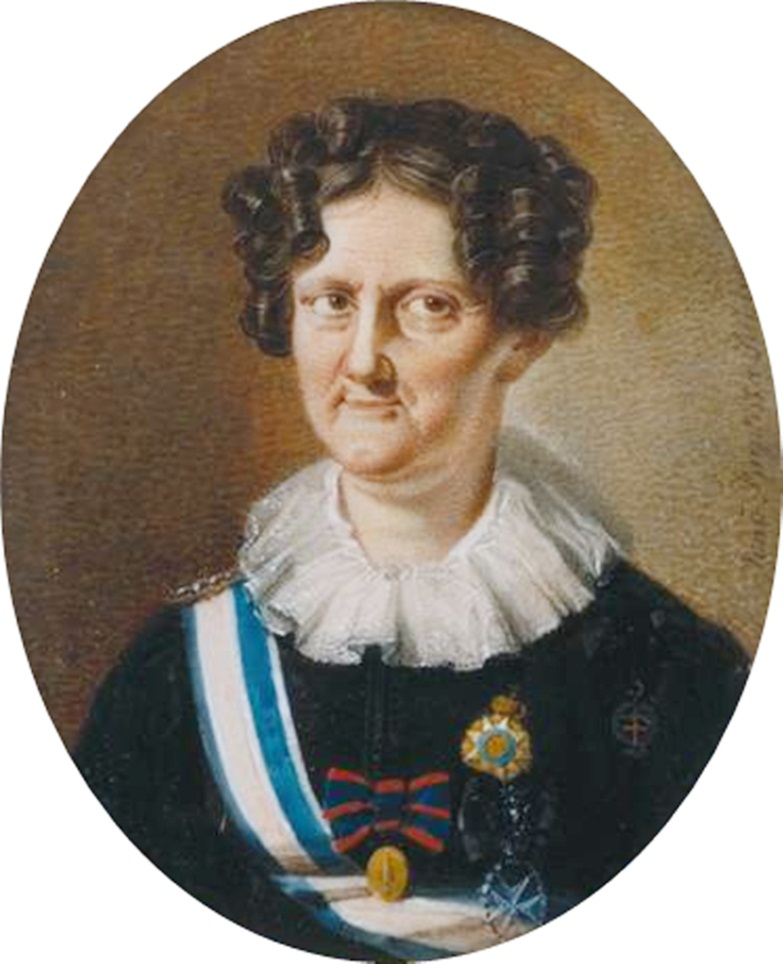
Miniatura (témpera sobre marfil) con retrato de D. Carlota Joaquina, Reina de Portugal, por João António Ribeiro, Museo Nacional de Arte Antiguo (1820-30).

Después de las primeras obras, su pintura se centra fundamentalmente en los retratos de gran formato y la pintura religiosa (grandes "paños de vestir" en Valongo, en Congregados y los paneles para los retablos en Massarelos, capillas de Almas y São José das Taipas, ya desaparecidas) .
En el retrato, las obras encargadas se distinguen de las realizadas más libremente, como su autorretrato (representado en la Exposición Internacional de 1865 en el Palácio de Cristal do Porto ) y el retrato de su padre, ejemplos de su maestría en este tipo de pintura. Entre otras obras, pintó, para la Sala dos Capelos de la Universidad de Coimbra, los retratos de D. João VI, D. Pedro IV, D. Maria II y D. Pedro V, y también un retrato de D. Miguel I . La miniatura le permitió fabricar en serie las figuras del Rey D. João VI y la Reina D. Carlota Joaquina, burgueses, militares y autorretratos. La litografía le permitió realizar nuevos experimentos, retratando, entre otros, a Passos Manuel, Francisco de Almada y Mendonça y a la cantante Teresa Távola. Posteriormente también experimentó con el daguerrotipo, primera forma de reproducción de la imagen fotográfica, y en este proceso inmortalizó a Alexandre Herculano (1854). Será con el retrato de este escritor que lo veremos presente en la Exposición Universal de París de 1855 .
Fue Comendador de la Orden de Nuestra Señora de la Concepción de Vila Viçosa (1824), Caballero de la Orden de Cristo (1837) y Consejero de Estado (1853).
Pasó a la historia como político, pedagogo, museógrafo, pionero de la fotografía y la litografía en Oporto y, naturalmente, como pintor . Probablemente no sea el más ilustre de los pintores de Oporto, pero sí el que, en palabras de Flórido de Vasconcelos, "debe ser recordado como uno de los más fructíferos y activos promotores de las artes en la ciudad de Oporto".
João Baptista Ribeiro falleció a los 78 años, en el número 524 de la Rua de Santa Catarina (en cuyo jardín había instalado un taller de litografía y en la pared exterior había realizado paneles de azulejos, en honor a Vieira Portuense, Domingos Sequeira y Teixeira Barreto), parroquia de Santo Ildefonso, en el centro de Porto, a las 4 de la mañana del 24 de julio de 1868, soltero y sin hijos. Se dice que hizo testamento y está enterrado en el cementerio Prado do Repouso, en la misma ciudad.